# Arrankudiaga
Arrankudiaga-Zollo (baskisch auch Arrankudiaga; spanisch Arrancudiaga) ist eine Gemeinde (municipio) in der Provinz Bizkaia im spanischen Baskenland mit 1.007 Einwohnern (Stand: 2024). Die Ortsteile Atxandiaga, Arbide, Arene, Besakoetxe, Gastaka, Goisaga, Karbonerak, Labeko, Ozaunzar, Zollo-Elexalde, Zuluaga, Uribarri und Aspiuntza bilden die Gemeinde. Der Verwaltungssitz befindet sich in Arene.

## Geografie
Arrankudiaga-Zollo liegt etwa neun Kilometer südlich von Bilbao am Fluss Nerbioi in einer Höhe von durchschnittlich ca. 110 m. Durch die Gemeinde führt die Autopista AP-68.

## Geschichte
| 1900 | 1970 | 1981 | 1991 | 2001 | 2011 | 2021 |
| ---- | ---- | ---- | ---- | ---- | ---- | ---- |
| 583  | 1087 | 837  | 732  | 764  | 933  | 989  |

## Sehenswürdigkeiten

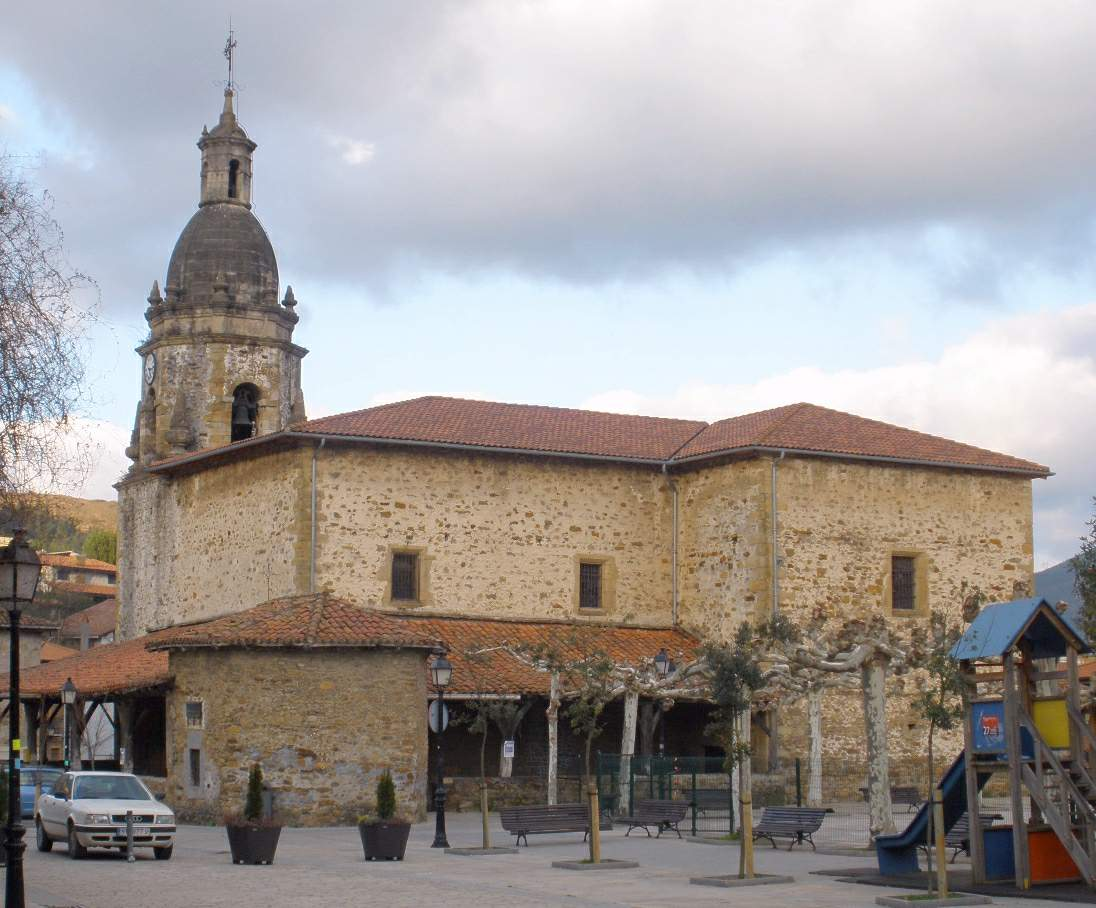
Kirche Mariä Himmelfahrt
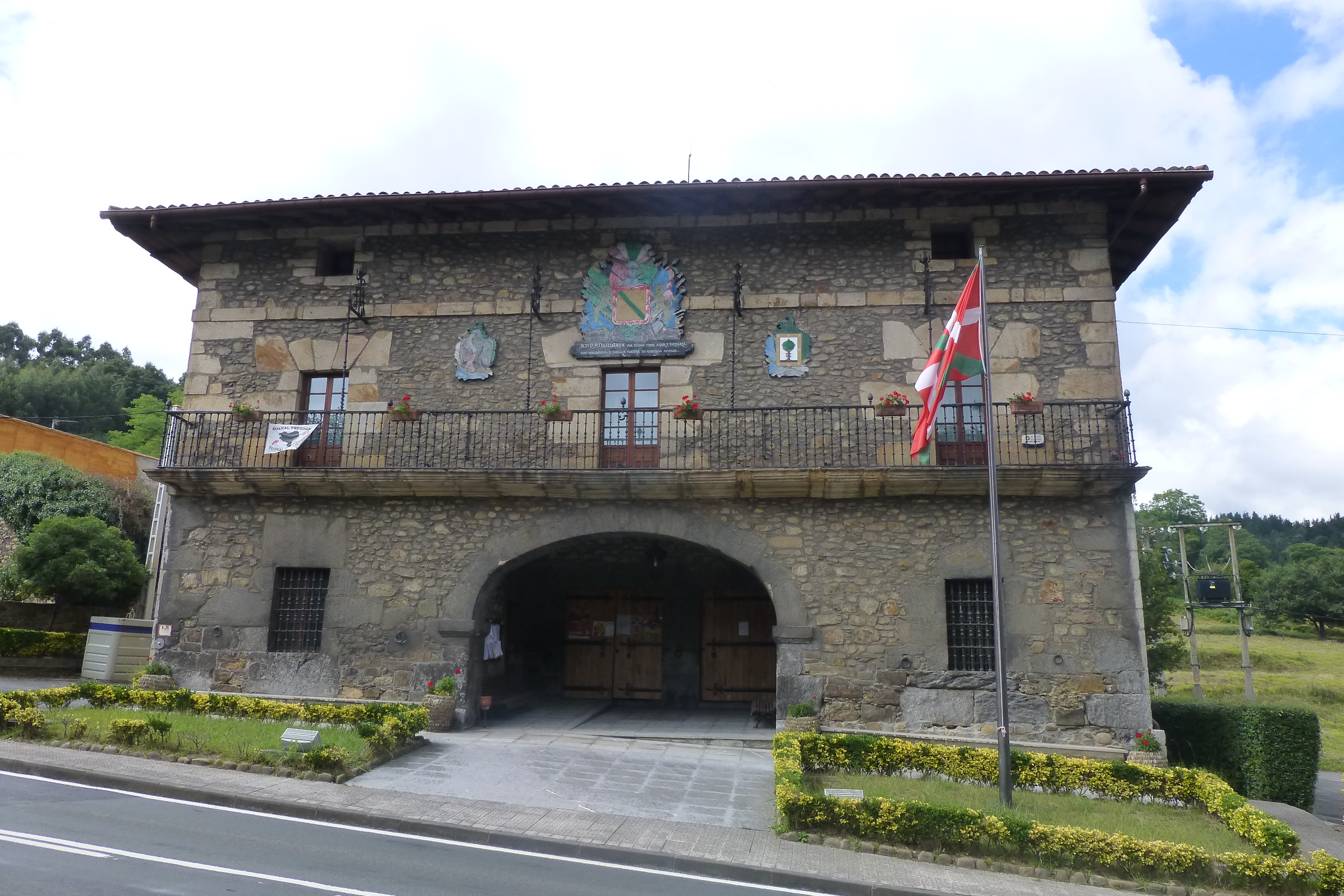
Martinskapelle

- Kirche Mariä Himmelfahrt
- Rathaus

## Persönlichkeiten
- Félix Zubiaga (1945–2016), Fußballspieler
- Javier Escalza (1952–2007), Fußballspieler